# Gobabis
Gobabis è un centro agricolo e zootecnico della Namibia, 200 km ad est della capitale ed a 110 km dal confine con il Botswana, si trova su un altopiano (1444 m s.l.m.) ai margini del deserto del Kalahari.
Conta circa 15 000 abitanti ed è il capoluogo della regione di Omaheke.
Gobabis si sviluppò intorno alla missione fondata da Friederich Eggert nel 1856. Dalla seconda metà dell'800 fino all'inizio del 900 la zona fu devastata da molti conflitti tribali, Herero contro i Nama e tra i coloni e le popolazioni indigene finché nel 1894 venne occupata dalle truppe tedesche.
Fu costruita una fortezza, oggi in rovina, un ospedale (lazzaretto) oggi dichiarato “monumento nazionale”.
In città è nato anche il Museo di Gobabis dove sono esposti i vecchi attrezzi dei primi coloni ed una collezione di reperti storici ante 1900.

## Amministrazione

### Gemellaggi
- Drachten